# Yuliya Snigir
Yúliya Víktorovna Sniguir (en ruso: Ю́лия Ви́кторовна Сниги́рь) (2 de junio de 1983) es una actriz y modelo rusa.

## Vida y carrera
Sniguir nació como Yúliya Víktorovna Sirískina en Donskoy, Óblast de Tula, RSFSR, Unión Soviética. Se graduó de la escuela secundaria número 20 de Donskoy. Esperando tener una buena educación, Yúliya fue a Moscú y entró a la Facultad de Lenguajes Extranjeras de la Universidad Pedagógica de Moscú.
Sniguir tuvo que estudiar y trabajar al mismo tiempo para sustentarse financieramente a sí misma. Ella enseñaba inglés en la escuela de enfermería, cuando un amigo mostró fotos de Yúliya a un representante de una agencia de modelaje de Moscú. Mientas continuaba sus estudios universitarios, Sniguir se convirtió en una modelo exitosa. Se le ofreció un contrato con una joyería francesa y estaba planeando irse a Francia, cuando un director de cásting la vio en la agencia de modelaje y la invitó a una audición. Su carrera como actriz inició cuando fue aceptada en la Academia Teatral Vajtángov. Su debut cinematográfico fue en la película The Last Slaughter, seguida por Vaccine y Gloss.
Su gran oportunidad se presentó cuando se le ofreció uno de los papeles protagonistas en la película de ciencia ficción rusa The Inhabited Island, y en la secuela The Inhabited Island: Skirmish. Yúliya se convirtió en el rostro de L'Oreal y de Mexx.
Ella fue invitada al show Theory of Relativity del canal STS en 2009. En 2010, ella se hizo una presentadora de televisión en el canal Televisión de San Petersburgo.
Ella apareció en A Good Day to Die Hard junto a Bruce Willis. En la película, ella actuó como una antagonista rusa, llamada Irina.
En 2015, Piervy Kanal lanzó una serie histórica de televisión, Catalina la Grande, en la que la actriz interpretó el papel principal de Catalina II de Rusia. En el mismo año, ella participó en la película de comedia y romance About Love de Anna Melikián.
Ella interpretó a Ekaterina Smokóvnikova en la miniserie de televisión Road to Calvary, una adaptación epónima por Alekséi Nikoláyevich Tolstói. Se transmitió por NTV en 2017. Ella también tuvo un rol secundario en la comedia criminal Blockbuster, de Román Volobúyev, en ese año.

## Vida personal
Ella estuvo en una relación con el cinematógrafo Maksim Osadchy, quien trabajó en la película The Inhabited Island.
En febrero de 2013, se hizo conocido que Sniguir estaba saliendo con el actor Danila Kozlovski, con quien protagonizó la película Raspoutine. Ellos terminaron a principios de 2014.
Estuvo en pareja con Yevgueni Tsyganov y el 9 de marzo de 2016 nació su hijo, Fiódor. La pareja se casó en 2019.

## Filmografía

### Películas
| Año  | Título                         | Rol          | Notas   |
| ---- | ------------------------------ | ------------ | ------- |
| 2006 | The Last Slaughter             | Ángela       |         |
| 2006 | Vaccine                        | Natasha      |         |
| 2007 | Gloss                          | Model        |         |
| 2008 | The Inhabited Island           | Rada Gaal    | Parte 1 |
| 2009 | The Inhabited Island: Skirmish | Rada Gaal    | Parte 2 |
| 2010 | Zaitsev, Burn! History Showman | Protagonista |         |
| 2011 | Rose Valley                    | Maya         |         |
| 2011 | Raspoutine                     | Dora         |         |
| 2012 | Atomic Ivan                    | Tanya        |         |
| 2012 | Kokoko                         | Natasha      |         |
| 2013 | A Good Day to Die Hard         | Irina        |         |
| 2013 | Polar flight                   | Lyuda        |         |
| 2014 | Freezer                        | Alisa        |         |
| 2015 | The Land of Oz                 | Fifa         |         |
| 2015 | About Love                     | Liza         |         |
| 2017 | Blockbuster                    | Lena Vánina  |         |
| 2024 | El Maestro y Margarita         | Margarita    |         |

### Televisión
| Año  | Título                       | Rol                       |
| ---- | ---------------------------- | ------------------------- |
| 2010 | In the Forests and Mountains | Maria Gavrílovna Zalétova |
| 2010 | Doctor Tyrsa                 | Lisa                      |
| 2010 | Sky on Fire                  | Lisa Vorónina             |
| 2011 | Counterplay                  | Irina Kurákina            |
| 2011 | I Will Never Forget You      | Katya Alkóvich            |
| 2014 | What begins Motherland       | Natalya                   |
| 2015 | The Seventh Rune             | Tatiana Ikónnikova        |
| 2015 | Catherine the Great          | Catherine II              |
| 2017 | Road to Calvary              | Ekaterina Smokóvnikova    |